# Kandidaturmodelle der WASG/PDS zur Bundestagswahl 2005
Die unterschiedlichen Kandidaturmodelle der WASG/PDS zur Bundestagswahl 2005 entstanden aus den Diskussionen zwischen WASG und PDS um die Form einer möglichen gemeinsamen Teilnahme an der vorzeitigen Bundestagswahl 2005. Dies geschah unter großem Zeitdruck nach der Ankündigung Oskar Lafontaines, einem Bündnis ähnlich dem Olivenbaum in Italien als Spitzenkandidat zur Verfügung zu stehen. Problematisch war, dass die vorgeschlagenen Modelle teilweise rechtlich bedenklich waren, teilweise nicht den Ansprüchen auf „Augenhöhe“ genügten oder den einen Partner stark abhängig vom anderen machten.

## Gemeinsamer oder konkurrierender Antritt?
Sowohl in der PDS als auch in der WASG hielten einige Mitglieder die beiden Parteien für nicht zusammenpassend. Sie wollten dem Wähler die Entscheidung überlassen, ob in der Zukunft eine eher westdeutsche linkssozialdemokratische oder eine eher ostdeutsche demokratisch-sozialistische Partei im Deutschen Bundestag sitzen würde – oder beide. Auf beiden Seiten hofften die Vertreter dieses Planes auf ein Scheitern des jeweils anderen und auf einen möglichst bedingungslosen Beitritt der verbliebenen Reste zur eigenen Formation. WASG-Kritiker in der Linkspartei waren unter anderen Elke Breitenbach und Katina Schubert. Zu den bekannten PDS-Kritikern in der WASG gehörten Helge Meves, Rouzbeh Taheri und Joachim Bischoff.

## Diskutierte Modelle

### Das Olivenbaum-Modell
Im Olivenbaum sind in Italien verschiedene Parteien von ultralinken Kommunisten über Christsoziale bis hin zu Sozialliberalen in einer gemeinsamen Liste gebündelt. Der Wähler wählt die Kandidaten dieser Liste, so dass keine Stimmen verloren gehen. Dieses von Oskar Lafontaine vorgeschlagene Modell ist nach dem deutschen Bundeswahlgesetz nicht möglich. Das Bundestagswahlrecht und die meisten Landtagswahlgesetze verbieten ausdrücklich Listenverbindungen und Konstruktionen, um die Fünf-Prozent-Hürde zu umgehen. Lediglich in Sachsen-Anhalt ist die Möglichkeit von Wahlbündnissen vorgesehen, wovon die WASG allerdings keinen Gebrauch machte.

### Das CDU/CSU-Modell
Ein anderer Vorschlag war, die PDS solle nur im Osten antreten, die WASG nur im Westen. Dies entspricht der Teilung zwischen den Unionsparteien: Die CSU tritt nur in Bayern an, die CDU nur in den anderen Bundesländern. Da die CSU in Bayern üblicherweise mehr als drei Direktmandate und zwischen 30 und 60 % der Stimmen gewinnt (was der CSU bundesweit die Überwindung der Fünf-Prozent-Hürde sichert), ist ihr Einzug in den Bundestag nicht gefährdet.
Dieser Vorschlag hatte mehrere Nachteile: Beide Parteien hätten in ihrem Landesteil genug Stimmen erringen müssen, um bundesweit die Fünf-Prozent-Hürde zu überspringen. Dies hätte für die WASG etwa 7 % im Westen, für die Linkspartei etwa 24–28 % im Osten bedeutet. Unklar war auch, wer in Berlin kandidieren würde.
Da die PDS schon bei der Bundestagswahl 1998 nur mit den Stimmen des Westens die bundesweite Fünf-Prozent-Hürde nahm und bei der Bundestagswahl 2002 sogar scheiterte, war diese Option sehr riskant. Ähnlich war es auch bei den Überspringen der Fünf-Prozent-Hürde bei den Europawahlen 1999 und 2004 und dem Scheitern 1994. Für die WASG war ein Erfolg nahezu ausgeschlossen. Zudem hätte dieser Vorschlag die westlichen PDS-Mitglieder und die östlichen WASG-Mitglieder diskriminiert.
Nur die PDS konnte notfalls auf die Grundmandatsklausel hoffen, nach der ein Einzug in den Bundestag auch beim Scheitern an der Fünf-Prozent-Hürde möglich ist. Durch diese Regelung war die PDS bereits 1994 in den Bundestag eingezogen. Außerdem hätte die WASG in den einzelnen Bundesländern Unterschriften sammeln müssen.

### Das Modell „Offene Listen“
Schließlich einigte man sich darauf, dass die PDS bundesweit antreten sollte und WASG-Mitglieder sowie Angehörige anderer linker Parteien und Parteilose auf aussichtsreichen Listenplätzen auf den Einzug in den Bundestag hoffen konnten. Schon 1994 und 1998 nutzte die PDS diese sogenannten Offenen Listen. 
Ähnliche Kandidaturformen wurden schon von anderen Parteien praktiziert: Ende der 1950er Jahre „schenkte“ die CDU der Zentrumspartei ein Direktmandat, diese wiederum stellte ein CDU-Mitglied als Listenplatz 1 auf. Auch zwischen DVU und NPD gab es mehrfach solche Wahlbündnisse.
Die PDS benannte sich in Die Linkspartei. um und trat in 10 der 16 Bundesländer mit dem Zusatz PDS als Die Linkspartei.PDS als Name der Landesliste zur Wahl an, in den anderen nur als Die Linkspartei.

## Ablauf der Entscheidung
Der Parteitag der WASG am 3. Juli 2005 in Kassel beschloss, über die Frage der Zusammenarbeit von WASG und PDS unter dem neuen Namen Linkspartei bei den vorgezogenen Bundestagswahlen 2005 eine Urabstimmung einzuleiten.
Fragen und Ergebnisse:

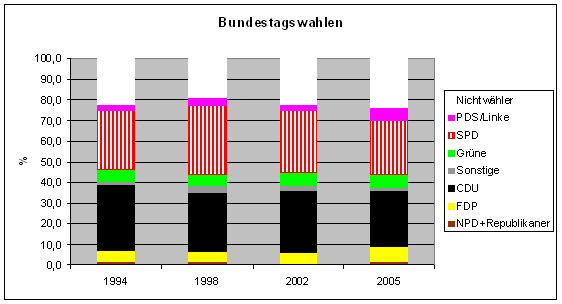
Bundestagswahlen

- „Sind Sie für die Kandidatur von Mitgliedern der WASG auf den offenen Listen der ‚Linkspartei‘ zur Bundestagswahl 2005?“ Ja: 81 %
- „Sind Sie für die Einleitung eines ergebnisoffenen Diskussionsprozesses mit dem Ziel, ein breites demokratisches Linksbündnis zu schaffen? Dieser Prozess wird unter Einbeziehung aller Ebenen unserer Partei geführt. Über das Ergebnis wird auf einem Parteitag und in einer weiteren Urabstimmung entschieden.“ Ja: 85 %

Der Bundesparteitag der PDS am 17. Juli erteilte ebenfalls die Zustimmung zur Umbenennung in Linkspartei und zur Kandidatur von WASG-Kandidaten auf den Landeslisten. Allerdings behielt sie die Möglichkeit vor, das bisherige Parteikürzel PDS als Zusatz von einzelnen Landesverbänden (also Die Linke.PDS) führen zu dürfen.  
Bei der Listenaufstellung in Bayern kam es zu Streitigkeiten. WASG-Vertreter kritisierten die PDS, nachdem zwei WASG-Mitglieder nicht auf aussichtsreiche Plätze ihrer Landesliste gewählt wurden, obwohl die beiden Mitglieder bei einer WASG-internen Vorabstimmung nominiert worden waren.
Die taz machte die Schlagzeile, die WASG sei von der PDS „geschluckt“ worden. Die daraufhin entstandenen Streitigkeiten wurden eine Woche später beigelegt.
Zwar gab es bei einigen Juristen (unter ihnen z. B. der Verfassungsrechtler Wolfgang Löwer) rechtliche Bedenken gegen die Zulässigkeit einer „verschleierte Listenvereinigung“, doch in allen Einspruchsverfahren bestätigten die Landeswahlleiter die Gültigkeit der Listen, zumal wie z. B. an den Streitigkeiten in Bayern ersichtlich war, eine Aufstellung im Reißverschlussverfahren oder gemäß verbindlicher Absprachen gerade eben nicht stattgefunden hatte.